# Ехион
Ехион (грч. Ἐχίονος) је у грчкој митологији било име више личности. 

## Митологија
- Један од петорице преживелих Спарта, које је оживео Кадмо. Кадму је помогао да сагради Тебу, а сам је у дубини шуме саградио храм богињи Кибели. Кадмо је Ехиону дао руку своје кћерке Агаве и она му је родила сина Пентеја.[1]

- Хермесов и Антијанирин син, који је са Еуритом, братом близанцем, учествовао у походу Аргонаута. Због своје брзине, био је гласник и извиђач. Учествовао је и у лову на Калидонског вепра.[1]

- Син једног од Ликаонида, Портеја. Учествовао је у тројанском рату и био са другим јунацима сакривен у тројанском коњу. Пожурио је да први искочи, али при томе није добро проценио висину тројанског коња, те је пао и на месту остао мртав.[1]

- Према Аполодору, један од Пенелопиних просилаца из Дулихијума.[2]